# Валерий Зиков
Валерий Зиков (на руски: Валерий Зыков) е съветски футболист. Почетен майстор на спорта (1967).

## Кариера
Започва кариерата си във Волга Горки. През 1966 г. преминава в Динамо Москва, за който играе до 1975 г. Двукратен носител на Купата на СССР (1967, 1970).
Зиков прави своя дебют за националния отбор на СССР на 6 май 1970 г. в приятелски мач срещу България. Също играе 2 мача за олимпийския отбор на СССР през 1971 г. с Нидерландия (4:0 и 0:0).

## Отличия

### Отборни
Динамо Москва
- Купа на СССР по футбол: 1967, 1970